# Duško Mrduljaš
 Ovo je glavno značenje pojma Duško Mrduljaš. Za druga značenja pogledajte Duško Mrduljaš (sindikalist).
Duško Mrduljaš (Split, 17. srpnja 1951.), hrvatski veslač.

## Životopis
Završio je klasičnu gimnaziju 1972. godine u Splitu, a 1979. godine diplomirao je na Ekonomskom fakultetu također u Splitu.
Radnu karijeru započeo je u trgovačkom poduzeću "Dalma" 1979. godine u Splitu na poslovima plana i analize. Od 1983. do 1985. godine bio je ravnatelj stambene zadruge „Dalma“, od 1985. do 1993. godine bio je rukovoditelj komercijalnog odjela u veletrgovini poduzeća „Dalma“ te zastupnik Hrvatske u saveznom odboru za unapređenje trgovine SFRJ (1980. – 1984.).
Sudjelovao je kao dragovoljac u Domovinskom ratu od 1991. godine. Nakon rata bio je dugogodišnji predsjednik Udruge dragovoljaca Hrvatske ratne mornarice kao i član republičke koordinacije udruga proizašlih iz Domovinskog rata državne razine.
Od 1993. do 1995. godine obavljao poslove building management za UN. Od 1996. do 1997. godine bio je ravnatelj poduzeća „Hvidra-Split“. Godine 1996. ušao je u poduzetničke vode i osnovao vlastitu tvrtku ABA VELA d.o.o. za nautički turizam. U razdoblju od 2001. do 2002. godine bio je predsjednik uprave nautičkog društva ACI d.d. iz Opatije te je bio član radne grupe ureda Vlade za izradu strategije turizma Republike Hrvatske (2002.–2003.).
Njegov je djed bio državni reprezentativac u veslanju, otac i stric prvaci Europe u osmercu (1932.), a sin srebrni u ukupnom poretku Svjetskog kupa u četvercu. Majka je bila državna prvakinja u plivanju, žena višestruka prvakinja države u veslanju, a braća državni prvaci u jedrenju.
Sudionik je tri Olimpijade (1972., 1976., 1980.) te osvajač mnogih međunarodnih regata. Osvojio je brončanu olimpijsku medalju u dvojcu s kormilarom na Olimpijskim igrama u Moskvi 1980. godine. Također je osvojio brončanu medalju u dvojcu bez kormilara na juniorskom prvenstvu svijeta u Napulju 1969. godine. Bio je pobjednik na Mediteranskim igrama u Splitu 1979. godine. Zlatnu medalju na prvenstvima Balkana osvojio je 7 puta, a državni prvak bio je 18 puta. Osvojio je zlatnu medalju u plivanju na vojnom državnom prvenstvu. Natjecao se i osvojio pobjede u brojnim jedriličarskim regatama klase krstaš.
Kao dugogodišnji i iskusni nautičar imenovan je predstavnikom Kraljevskog nautičkog kluba iz Londona u Hrvatskoj. Pored članstva u Hrvatskom veslačkom klubu „Gusar“ član je jedriličarskog kluba „Labud“, a dugo je bio članom skijaškog kluba „Split“, planinarskog društva „Mosor“, ronilačkog kluba „Split“ i šahovskog kluba „Mornar“. Obnašao je brojne dužnosti u raznim športskim tijelima. Bio je predsjednik Hrvatskog veslačkog kluba „Gusar“ iz Splita (1984. – 1985.), predsjednik Jedriličarskog kluba “Adriatic“ iz Opatije, delegat bivšeg republičkog SIZ-a fizičke kulture (1980. – 1984.), član SIZ-a športa grada Splita, veslački sudac Hrvatskog veslačkog saveza od 1973. te međunarodni veslački sudac FISA.
Radio je u skupštini Hrvatskog olimpijskog odbora kao izaslanik Hrvatskog veslačkog saveza kroz tri mandatna razdoblja. Kao član skupštine u istom razdoblju biran je u tri navrata u Vijeće HOO (2000. – 2002.; 2004. – 2008.). 

## Vanjske poveznice
- Službene stranice HVK GUSAR  Arhivirana inačica izvorne stranice od 4. rujna 2011. (Wayback Machine)
- Službene stranice tvrtke ABA VELA
- Službene stranice tvrtke ACI